# Джон Екелс
Джон Екелс (2 грудня 1940) — індонезійський яхтсмен.
Бронзовий призер Олімпійських Ігор 1972 року в класі Солінґ.